# Bathippus
Bathippus – rodzaj pająków z rodziny skakunowatych i podrodziny Salticinae. Obejmuje 30 opisanych gatunków. Zamieszkują krainy orientalną i australijską z centrum bioróżnorodności na Nowej Gwinei. Zasiedlają lasy deszczowe i ich skraje.

## Morfologia
Pająki te osiągają od 6 do 10 mm długości ciała, które jest wydłużone, z długimi odnóżami, jaskrawo ubarwione. Karapaks u większości gatunków jest pomarańczowy, czasem z jaśniejszym paskowaniem. Opistosoma (odwłok) zwykle jest szara, czasem występują na niej trzy lub cztery pary ciemnoszarych znaków. Odnóża są zwykle pomarańczowe, przy czym dwie pierwsze pary mają ciemniejszy odcień niż dwie ostatnie. Szczękoczułki u samca są zwykle silnie wydłużone. Szczękoczułki samicy cechują się zwykle obecnością dwóch zębów na krawędzi przedniej i jednego zęba na krawędzi tylnej. Odnóża pierwszej pary zwykle mają po trzy pary szczecinek makroskopowych na spodzie goleni i po cztery pary szczecinek makroskopowych na spodzie nadstopiów. Nogogłaszczki samca mają zwykle wydłużony kształt z zakrzywionym udem i zwykle palcowatą apofizą retrolateralną na goleni. Cechują się ponadto stosunkowo małym, owalnym bulbusem pozbawionym dosiebnego płata tegularnego. Skręty embolusa leżą na płaszczyźnie mniej lub bardziej prostopadłej do osi podłużnej bulbusa. W przeciwieństwie do rodzaju Canama embolus nie zatacza więcej niż pół okręgu. Genitalia samicy mają okienkowatą płytkę płciową z przegrodą pośrodkową i przewodami kopulacyjnymi otwierającymi się w przedniej lub środkowej części wulwy. Spermateka jest zwykle nabrzmiała, jajowata lub nerkowata, odróżniając się od zwykle wąskiej i skręconej spermateki u rodzaju Canama.

## Ekologia i występowanie
Pająki te zasiedlają lasy deszczowe i ich skraje, gdzie chętnie wędrują wśród listowia krzewów piętra podszytu.
Przedstawiciele rodzaju zamieszkują krainę orientalną i australijską z centrum bioróżnorodności na Nowej Gwinei, gdzie występuje 14 gatunków, w tym 12 endemicznie. Cztery gatunki występują na Wyspach Aru, po trzy na Wyspach Kai i Wyspach Salomona, po dwa na Borneo i w Malezji. Po jednym endemicie mają Indie, Jawa, Moluki i Nowa Brytania. Najdalej na południe występuje B. montrouzieri znany z Nowej Kaledonii i australijskiego Queenslandu.

## Taksonomia
Takson ten wprowadzony został w 1892 roku przez Tamerlana Thorella. Gatunkiem typowym wyznaczono Plexippus macrognathus, opisanego przez Thorella w 1881 roku.
Do rodzaju tego należy 30 opisanych gatunków:

- Bathippus brevipalpis (Roy, Saha & Raychaudhuri, 2016)
- Bathippus brocchus (Thorell, 1881)
- Bathippus dentiferellus Strand, 1911
- Bathippus dilanians (Thorell, 1881)
- Bathippus directus Zhang & Maddison, 2012
- Bathippus elaphus (Thorell, 1881)
- Bathippus gahavisuka Zhang & Maddison, 2012
- Bathippus keyensis Strand, 1911
- Bathippus kochi (Simon, 1903)
- Bathippus korei Zhang & Maddison, 2012
- Bathippus latericius (Thorell, 1881)
- Bathippus macrognathus (Thorell, 1881)
- Bathippus macroprotopus Pocock, 1898
- Bathippus madang Zhang & Maddison, 2012
- Bathippus manicatus Simon, 1902
- Bathippus molossus (Thorell, 1881)
- Bathippus montrouzieri (Lucas, 1869)
- Bathippus morsitans Pocock, 1897
- Bathippus oedonychus (Thorell, 1881)
- Bathippus oscitans (Thorell, 1881)
- Bathippus pahang Zhang, Song & Li, 2003
- Bathippus palabuanensis Simon, 1902
- Bathippus papuanus (Thorell, 1881)
- Bathippus proboscideus Pocock, 1899
- Bathippus rechingeri Kulczynski, 1910
- Bathippus ringens (Thorell, 1881)
- Bathippus schalleri Simon, 1902
- Bathippus seltuttensis Strand, 1911
- Bathippus semiannulifer Strand, 1911
- Bathippus waoranus Strand, 1911

Rodzaj ten do niedawna umieszczono w podrodzinie Euophoryinae. Po rewizji systematyki skakunowatych z 2015 roku takson ten ma status plemienia w kladzie Simonida w obrębie podrodziny Salticinae. W obrębie tego plemienia rodzaj Bathippus tworzy klad z rodzajem Canama, a przypuszczalnie także Spilargis, na co wskazują wyniki morfologiczno-molekularnej analizy filogenetycznej, którą przeprowadzili w 2015 roku Zhang Junxia i Wayne Maddison. Przez dłuższy przedmiotem debaty było czy rodzaje Bathippus i Canama są taksonami monofiletycznymi, czy też Canama należałoby zsynonimizować z Bathippus. W 1987 roku Jerzy Prószyński dokonał wspominanej synonimizacji, ale już w 1989 roku krok ten cofnięty został przez Valerie Davies i Marka Żabkę.